# Masdevallia venezuelana
Masdevallia venezuelana är en orkidéart som beskrevs av Herman Royden Sweet. Masdevallia venezuelana ingår i släktet Masdevallia och familjen orkidéer. Inga underarter finns listade i Catalogue of Life.